# Moken

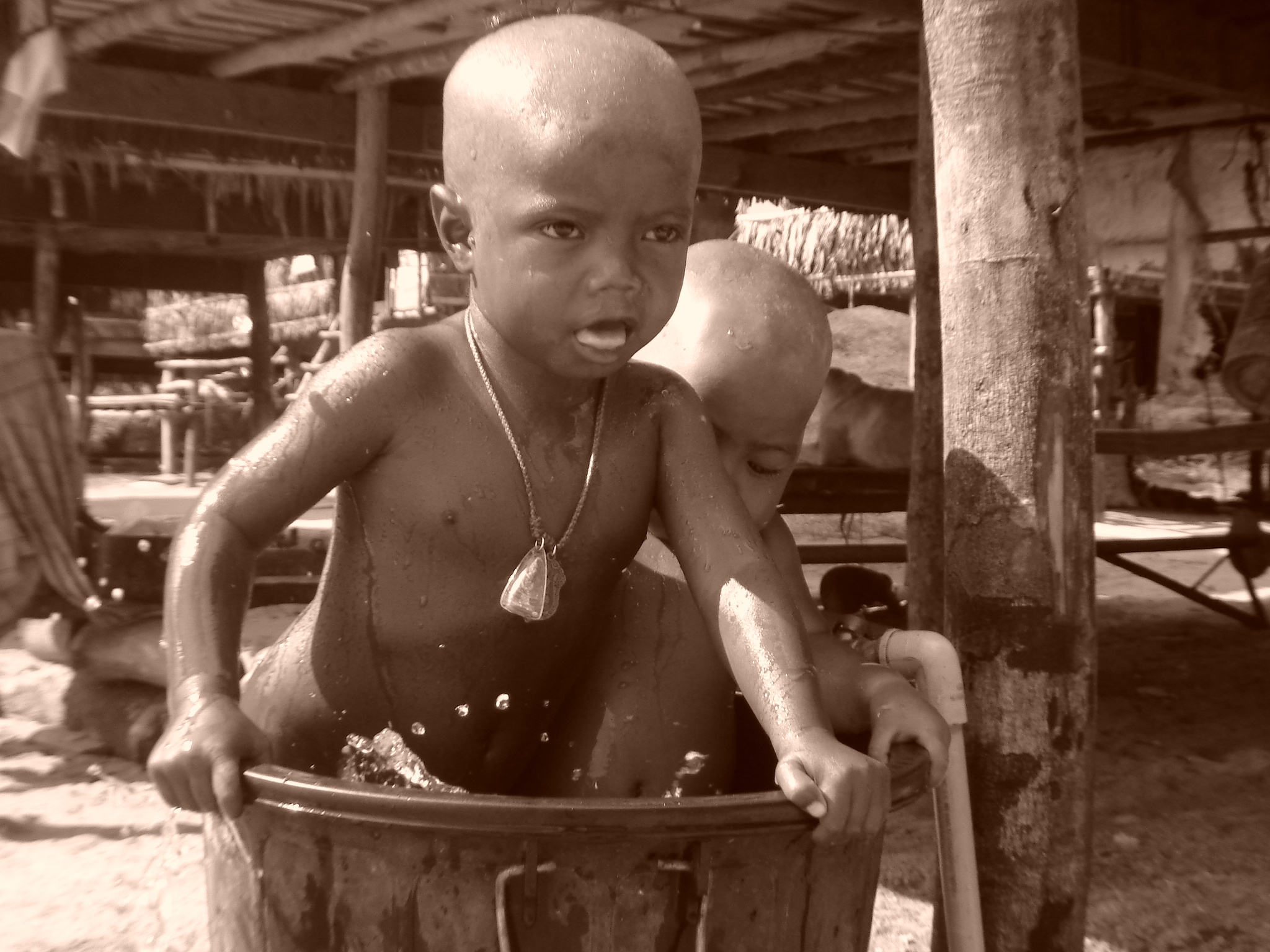
Cậu bé Moken

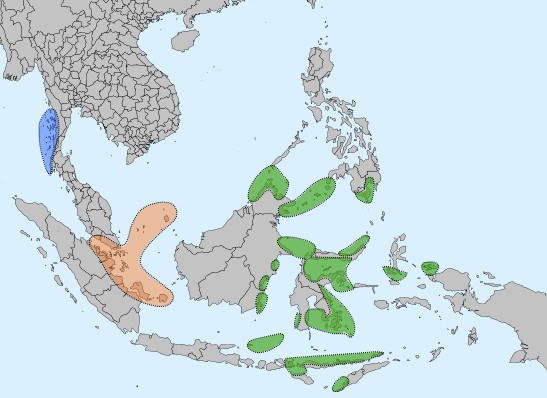
Vùng có "người du mục biển " cư trú ở Đông Nam Á
Moken
Orang Laut
Sama-Bajau

Moken (còn gọi là Mawken hay Morgan, tiếng Myanmar: ဆလုံ လူမျိုး, tiếng Thái Lan: ชาวเล chao le, nghĩa là "người biển") là một dân tộc ít người sống ở vùng quần đảo Mergui, một nhóm gồm khoảng 800 hòn đảo ở biển Andaman phía tây eo đất Kra, thuộc chủ quyền của Myanmar và Thái Lan. Họ đang sống theo lối sống săn bắt hái lượm nửa du cư trên biển, được các văn liệu phương tây xếp vào nhóm "Sea Gypsy", tức "Digan biển" để chỉ lối sống "du cư trên biển" của họ.
Người Moken có dân số năm 2019 là 6.700 người theo Joshua Project , năm 2013 vào khoảng 2.000 đến 3.000 người. Họ nói tiếng Moken, được xếp ở nhóm ngôn ngữ Sunda–Sulawesi? thuộc ngữ tộc Malay-Polynesia trong ngữ hệ Nam Đảo.
Các nỗ lực của cả Myanmar và Thái Lan để thuần hóa người Moken vào văn hoá quốc gia thu được rất ít thành công. Tuy nhiên người Moken đang đối mặt với một tương lai không chắc chắn khi dân số của họ suy giảm, và nguồn lợi biển đang bị cạn kiệt vì đánh bắt cá thương mại gây ra. Lối sống du mục của họ dẫn đến tình trạng pháp lý chưa rõ ràng, nhiều người không biết chữ và không có giấy tờ tùy thân, khiến họ bị đặt ra bên lề xã hội theo các luật sở hữu và luật cư trú hiện đại, các chương trình bảo tồn và phát triển hàng hải, và chính sách thắt chặt biên giới.

## Tên gọi
Tên tự gọi của họ là "Moken". Đó là tên được sử dụng bởi tất cả các bộ lạc nói tiếng Austronesia sống ở bờ biển và các hòn đảo ở biển Andaman ở bờ biển phía tây Thái Lan là các tỉnh Satun, Trang, Krabi, Phuket, Phang Nga và Ranong, đến quần đảo Mergui của Myanmar. Nhóm này bao gồm những người Moken thật sự, người Moklen (Moklem), Orang Sireh (hay người Betel-leaf), và Orang Lanta. Người Orang Lanta là một nhóm lai tạo, hình thành khi người Malay định cư trên các đảo Lanta, nơi mà người proto-Malay Orang Sireh đã từng sinh sống.
Người Myanmar gọi người Moken là "selung", "salone", hay "chalome". Người Thái Lan gọi họ là "chao le" ("người biển") hoặc "chao nam" ("người ở nước"), là thuật ngữ lỏng lẻo gọi bao gồm cả người Urak Lawoi và thậm chí là Orang Laut. Tại Thái Lan người Moken đã định cư được gọi là "Thai mai" ("người Thái mới").
Người Moken còn được ghép chung vào nhóm "Sea Gypsy" (tức người Digan biển), thuật ngữ chỉ một số dân tộc ở Đông Nam Á sống du cư trên biển. Urak Lawoi đôi khi được xếp loại với người Moken, tuy nhiên thực tế họ khác nhau về ngôn ngữ và dân tộc học, và có liên quan chặt chẽ hơn đến người Mã Lai.
Người Moken có nguồn gốc từ vùng quần đảo Malay. Trong ba thế kỷ qua những biến động chính trị ở đó dẫn đến những nhóm người di cư về phía bắc, đến cả vịnh Thái Lan và biển Andaman.

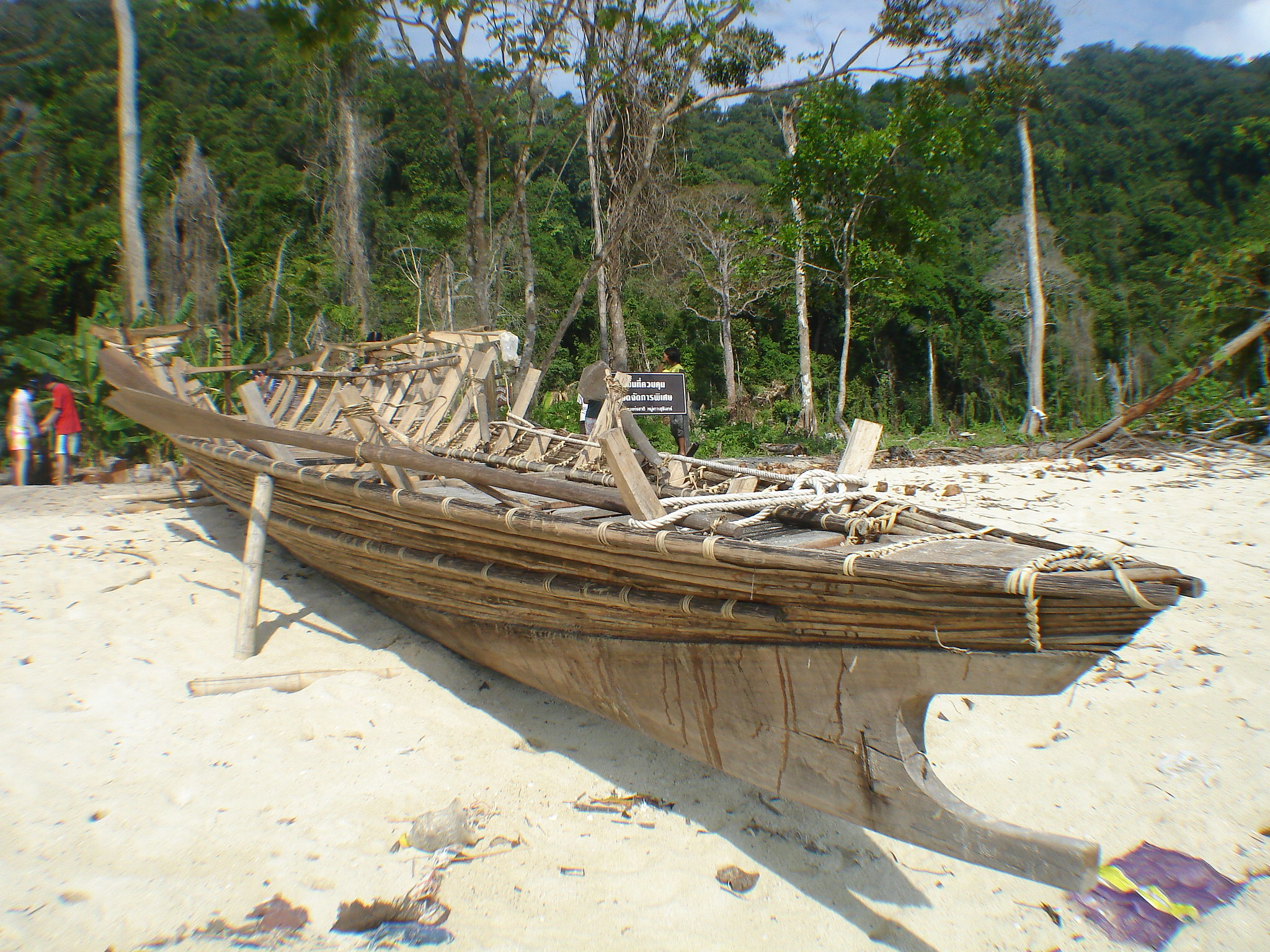
Thuyền của người Moken ở Surin, Thái Lan

## Lối sống
Người Moken sử dụng các công cụ đơn giản như lưới và giáo để tìm kiếm thực phẩm từ biển. Những gì dư thừa thì được làm khô trên thuyền của họ, sau đó được dùng để đổi hàng tại các chợ địa phương. Trong mùa mưa, họ làm thêm thuyền trong khi trú trong các hầm tạm thời trên đất liền. Do có nhiều thời gian dành cho lặn biển, trẻ em Moken có khả năng nhìn dưới nước tốt hơn.
Một số người Moken Myanmar vẫn còn là những người du mục lang thang trên biển trong những chiếc thuyền bằng gỗ thủ công nhỏ gọi là "kabang", phục vụ mọi sinh hoạt của cả gia đình. Tuy nhiên phần lớn cuộc sống truyền thống của họ, được xây dựng trên tiền đề của không gian mở, đang bị đe dọa .
Ngoài thờ cúng tổ tiên, người Moken không có tôn giáo.

## Kiểm soát nhà nước
Chính phủ Myanmar và Thái Lan đã có những nỗ lực nhằm thuần hóa người Moken vào văn hoá của đất nước, nhưng những nỗ lực này thu được rất ít thành công. Người Moken Thái Lan đã được định cư ổn định tại các ngôi làng nằm trên quần đảo Surin (thuộc Vườn Quốc gia Mu Ko Surin), ở tỉnh Phuket, trên bờ biển tây bắc đảo Phuket, và trên các đảo Phi Phi gần đó của tỉnh Krabi.
Biển Andaman ngoài khơi vùng Tanintharyi (Tenasserim) đã được các công ty đa quốc gia kể cả Unocal, Petronas,... quan tâm kỹ lưỡng từ những năm 1990. Các báo cáo từ cuối những năm 1990 đã nói về việc chế độ quân sự Myanmar buộc di dời những người du cư biển đến các địa điểm ở đất liền, và có tuyên bố rằng hầu hết vùng Salone đã được di dời vào năm 1997.
Ở Thái Lan người Moken đã là mục tiêu tranh chấp sở hữu đất đai. Mặc dù cư dân biển sống ở các tỉnh duyên hải Andaman của Thái Lan trong nhiều thế kỷ, nhưng họ đã bỏ qua lịch sử để đăng ký quyền sở hữu chính thức đất đai do sự thiếu hiểu biết về quy trình pháp lý của họ .

## Sóng thần ở Ấn Độ Dương năm 2004
Năm 2005 trong thời gian phục hồi sau trận động đất và sóng thần Ấn Độ Dương năm 2004 thì người Moken đã nhận được nhiều sự chú ý của giới truyền thông. Do sống gắn liền với đại dương, người Moken ở một số khu vực đảo nhận biết sóng thần xảy ra vào ngày 26/12/2004 và đã tự bảo vệ nên ít thiệt hại. Tuy nhiên tại các thôn ven biển của tỉnh Phang Nga, như Tap Tawan, người Moken cũng bị thiệt hại nghiêm trọng về nhà ở và tàu đánh cá chung với các cộng đồng khác.